# Baie de Diomède
La baie de Diomède (en russe : бухта Диомид), également appelée Diomid  ou Diomedes, est une petite baie presque fermée du golfe de Pierre-le-Grand, dans la ville de Vladivostok, en Russie. 
Longue de 1 km et large de 250 m, elle est sensiblement parallèle à la « Corne d'Or » ou Zolotoï Rog, qui est longue de 6,5 km.
La baie tire son nom du Diomède, le premier brick russe à avoir jeté l'ancre dans la baie, en 1862, et fait aussi référence au héros éponyme de la guerre de Troie (deux autres baies proches ont été baptisées dans le même esprit : la baie d'Ulysse ou la baie de Patrocle). 
Les rives de la baie sont entièrement occupées par les anciennes installations d'un port de pêche, des quais pour bateaux de pêche, des chantiers de réparation navale et des entrepôts.